# Repubblica di Lanfang
La repubblica di Lanfang fu uno stato dell'Asia sud-orientale, esistito tra il XVIII e XIX secolo.

## Storia
Nel corso del XVIII secolo i sultani del Borneo occidentale fecero stanziare dei minatori Hakka, provenienti dalla Cina meridionale, per lavorare nelle locali miniere d'oro.
In seguito i minatori, riuniti in un potente kongsi, si ribellarono e sotto la guida di Luo Fangbo fondarono nel 1777 la repubblica di Lanfang, di cui Luo Fangbo fu eletto primo presidente.
La repubblica si pose sotto la protezione ed il vassallaggio alla Cina dei Qing. Oltre ad avere legami con la Cina, la repubblica si alleò con il Sultanato di Pontianak. Grazie all'ala protettiva del colosso cinese la repubblica prosperò e poté resistere alle infiltrazioni delle potenze coloniali europee, in specie dei Paesi Bassi.
Nel corso del XIX secolo la potenza cinese cominciò a scemare e quindi anche la tutela che essa garantiva alla repubblica. Nel corso di tutto l'Ottocento gli olandesi insidiarono la repubblica, in quelle note come guerre Kongsi, conquistandola definitivamente nel 1884 ed annettendola alle Indie orientali olandesi.